# Генрик Томашевський
Генрик Томашевський (пол. Henryk Tomaszewski; 10 червня 1914, Варшава — 11 вересня 2005, там же) — польський художник-плакатник, піонер польської школи плакату.
Починав своє професійне навчання у варшавській Школі графічної промисловості, де отримав диплом літографа. У 1934—1939 роках навчався живопису в Академії витончених мистецтв у Варшаві. Ще студентом публікував сатиричні шаржі в тижневик «Szpilki» (Шпильки). У 1939 році отримав першу премію за проект польського павільйону на Всесвітній виставці в Нью-Йорку.
Після другої світової війни Томашевський разом з Еріком Липинським отримав постійне замовлення на проекти кіноплакатів для польських державних кіностудій.
Їх плакати стали переломом в естетиці плакату. Замість традиційних фотомонтажів кадрів з фільму, Томашевський запропонував експресивні, майже брутальні картини з чіткою типографікою. Успіх цих плакатів став початком польської школи плакату, яка на цілі десятиліття задала високий рівень цього мистецтва в Польщі.
У 1966 році Томашевський був призначений на пост професора Академії витончених мистецтв у Варшаві. 1959—1966 і 1972—1974 рр. був обраний деканом графічного факультету цієї академії.